# Let's Do It for Johnny!
Let’s Do It for Johnny! je hlavní debutové album skupiny Bowling for Soup. V pořadí je to až páté studiové album, je však první více úspěšné a zároveň první album ve spolupráci s Jive Records. Vydáno bylo 16. května 2000. Bowling for Soup ho natočili ve svém tehdy novém domovském městě Dentonu v Texasu. Jméno alba je odvozeno od románu Outsideři od americké spisovatelky Susan E. Hintonové. Je to první album, v kterém hraje Gary Wiseman na bicí.

## Seznam nahrávek
Album obsahuje několik skladeb z předchozích alb, včetně prvního hitu skupiny "The Bitch Song". Čísla 6 a 7 jsou z alba Rock on Honorable Ones!!, čísla 1, 2, 4, 5 a 9 jsou z alba Tell Me When to Whoa, číslo osm je pak z obou jmenovaných.
| Pořadí | Název            | Autor                               | Délka |
| ------ | ---------------- | ----------------------------------- | ----- |
| 1.     | Suckerpunch      | Jaret Reddick                       | 3:18  |
| 2.     | The Bitch Song   | Reddick                             | 3:23  |
| 3.     | Pictures He Drew | Reddick                             | 3:22  |
| 4.     | Dance with You   | Reddick                             | 3:29  |
| 5.     | You and Me       | Reddick                             | 4:06  |
| 6.     | Scope            | Reddick, Eric Delegard              | 3:32  |
| 7.     | Valentino        | Reddick                             | 3:27  |
| 8.     | Belgium          | J. Erik Chandler, Reddick, Delegard | 3:24  |
| 9.     | Andrew           | Reddick                             | 2:05  |
| 10.    | Boulevard        | Reddick                             | 3:34  |
| 11.    | Hang On          | Reddick                             | 3:36  |
| 12.    | Summer of '69    | Bryan Adams, Jim Vallance           | 3:05  |
| 13.    | All Figured Out  | Reddick                             | 4:13  |

| Japonská edice | Japonská edice | Japonská edice | Japonská edice |
| Pořadí         | Název          | Autor          | Délka          |
| -------------- | -------------- | -------------- | -------------- |
| 14.            | Soho           | Reddick        | 4:57           |
| 15.            | Dumb           | Reddick        | 1:24           |
| 16.            | Everything     | Reddick        | 2:18           |

| Australská edice | Australská edice | Australská edice | Australská edice |
| Pořadí           | Název            | Autor            | Délka            |
| ---------------- | ---------------- | ---------------- | ---------------- |
| 14.              | Soho             | Reddick          | 4:57             |
| 15.              | Everything       | Reddick          | 2:18             |
| Celková délka:   | Celková délka:   | Celková délka:   | 52:03            |